# ديفيد جيلينك
ديفيد جيلينك (بالتشيكية: David Jelínek)‏ مواليد 7 سبتمبر 1990 في برنو، تشيكوسلوفاكيا، هو لاعب كرة سلة تشيكي. بدأ مسيرته الاحترافية في سنة 2006. يلعب مع نادي أندورا لكرة السلة في الدوري الإسباني لكرة السلة. يحمل الرقم 25. يبلغ طوله 6 قدم 5 بوصة (2.0 م).

## المسيرة الاحترافية
لعب مع برنو في موسم 2006–2007، ثم لعب مع جوفينتوت بادالونا في الدوري الإسباني من سنة 2007 إلى 2012، ثم لعب مع ساسكي باسكونيا في موسم 2013–2014، ثم لعب مع كراسني كريليا في سنة 2014، ثم لعب مع أوشاك سبورتيف في الدوري التركي في سنة 2015، ثم لعب مع فوتسوافك في موسم 2015–2016، ثم لعب مع أندورا في الدوري الإسباني في سنة 2016.

## روابط خارجية
- ديفيد جيلينك على موقع الاتحاد الدولي لكرة السلة (الإنجليزية)
- ديفيد جيلينك على موقع الدوري الأوروبي لكرة السلة (الإنجليزية)
- ديفيد جيلينك على موقع الدوري الإسباني لكرة السلة (الإسبانية)
- ديفيد جيلينك على موقع كرة السلة الأوروبية.كوم (الإنجليزية)
- ديفيد جيلينك على موقع DraftExpress.com (الإنجليزية)
- ديفيد جيلينك على موقع ريلجم (الإنجليزية)
- ديفيد جيلينك على موقع بروبوليرز (الإنجليزية)
- ديفيد جيلينك على موقع سبورتس رفرنس (الإنجليزية)
- ديفيد جيلينك على موقع أوليمبيديا (الإنجليزية)
- ديفيد جيلينك على موقع اللجنة الأولمبية التشيكية (التشيكية)